# Gymnosporia rufa
Gymnosporia rufa là một loài thực vật có hoa trong họ Dây gối. Loài này được (Wall. ex Roxb.) M.A.Lawson mô tả khoa học đầu tiên năm 1875.